# Bryan Davies, Baron Davies of Oldham

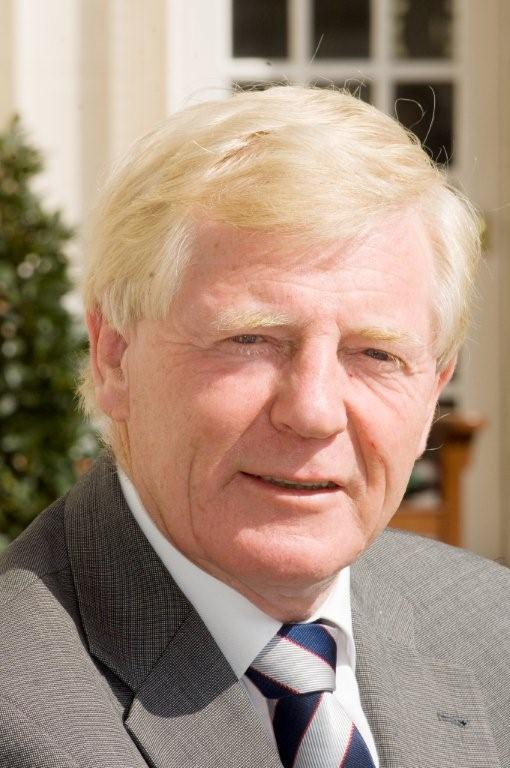
The Lord Davies

Bryan Davies, Baron Davies of Oldham, PC (* 9. November 1939) ist ein Labour-Mitglied des britischen House of Lords. Er arbeitet für die Regierung als Stellvertretender Fraktionschef im House of Lords von 2003 bis 2010 und wie üblich in dieser Position, war er auch Captain of the Yeomen of the Guard.

## Leben
Er lernte an der Redditch High School in Worcestershire. Das University College London schloss er mit einem Bachelor of Arts in Geschichte 1961 ab. Das Institute of Education (PGCE 1962) und an der London School of Economics schloss er 1968 mit einem Bachelor of Science in Wirtschaftswissenschaften ab.
Er arbeitete von 1962 bis 1965 als Geschichtslehrer an der The Latymer School, danach arbeitete er als Dozent für Geschichte und Sozialwissenschaften von 1965 bis 1974 an der Middlesex University in  Enfield. Während dieser Zeit arbeitete er auch als Gewerkschaftsfunktionär bei der National Association for Teachers in Further und bei der Higher Education (NATFHE). Seit 1979 ist er ein Mitglied der Transport and General Workers' Union.
Er war Abgeordneter des House of Commons (MP) für Enfield North von Februar 1974, bis er den Sitz 1979 an den Konservativen Timothy Eggar verlor. Seit 1992 vertrat Davies den Wahlbezirk Oldham Central and Royton, bis dieser 1997 durch Grenzänderungen abgeschafft wurde. Am 3. Oktober 1997 wurde Davies zum Life Peer als Baron Davies of Oldham, of Broxbourne in the County of Hertfordshire erhoben.
Davies arbeitete auch als Sekretär der Parlamentarischen Labour Party und im Schattenkabinett von 1979 bis 1992. Er arbeitet auch als Mitglied des Medical Research Council von 1977 bis 1979 und  war Vorsitzender des Further Education Funding Council von 1998 bis 2000. 2006 wurde er zum Mitglied des Privy Council ernannt.